# Bathythrix tenuis
Bathythrix tenuis là một loài tò vò trong họ Ichneumonidae.